# Stoneham (Maine)
Stoneham – miasto w Stanach Zjednoczonych, w stanie Maine, w hrabstwie Oxford.